# Miopanesthia polita
Miopanesthia polita är en kackerlacksart som först beskrevs av Krauss 1902.  Miopanesthia polita ingår i släktet Miopanesthia och familjen jättekackerlackor. Inga underarter finns listade i Catalogue of Life.